# Långmyran
Långmyran är en sjö i Haninge kommun i Södermanland och ingår i Tyresån-Trosaåns kustområde. Sjön har en area på 0,0475 kvadratkilometer och ligger 14,2 meter över havet.

## Delavrinningsområde
Långmyran ingår i det delavrinningsområde (656189-164599) som SMHI kallar för Rinner mot Gränöfjärden. Medelhöjden är 27 meter över havet och ytan är 17,73 kvadratkilometer. Det finns inga avrinningsområden uppströms utan avrinningsområdet är högsta punkten. Avrinningsområdets utflöde mynnar i havet, utan att ha någon enskild mynningsplats. Avrinningsområdet består mestadels av skog (78 procent). Avrinningsområdet har 0,05 kvadratkilometer vattenytor vilket ger det en sjöprocent på 0,3 procent. Bebyggelsen i området täcker en yta av 1,52 kvadratkilometer eller 9 procent av avrinningsområdet.